# Кастељар дел Ваљес
Кастељар дел Ваљес (шп. Castellar del Vallés) град је у Шпанији, у аутономној заједници Каталонија, у покрајини Барселона. Према процени из 2017. у граду је живело 23.633 становника.

## Становништво
Према процени, у граду је 2017. живело 23 633 становника.
| 1950. | 1981.  | 1992.  | 2001.  | 2011.  | 2017.  |
| ----- | ------ | ------ | ------ | ------ | ------ |
| 3.929 | 10.934 | 13.822 | 18.136 | 23.238 | 23.633 |